# Bleu de Gex

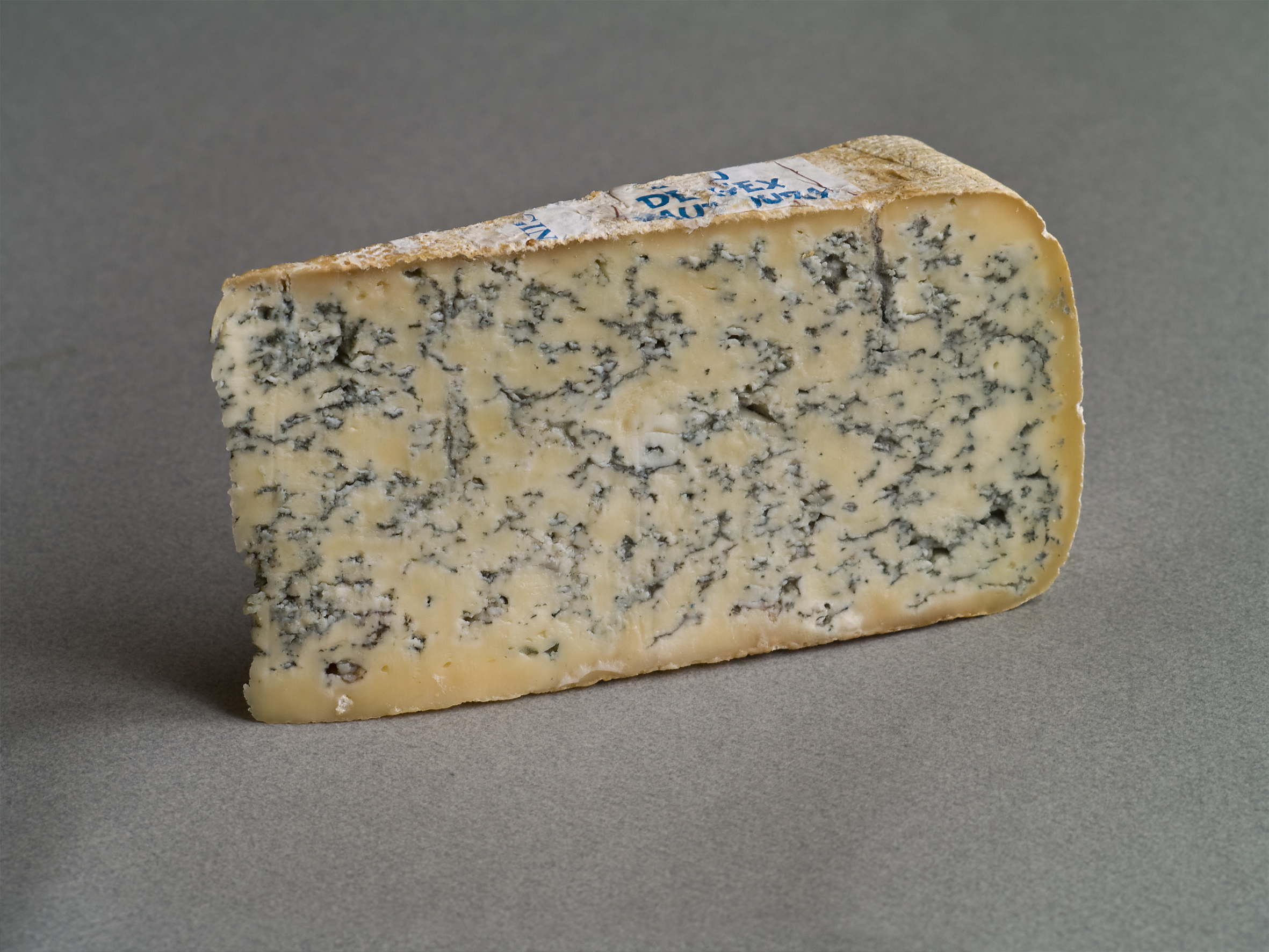
Bleu de Gex

Geschützte Herkunftsbezeichnung (AOC) des Bleu de Gex westlich von Genf:

Der Bleu de Gex, auch Bleu de Septmoncel oder Bleu du Haut Jura genannt, ist ein französischer Blauschimmelkäse von mildem Geschmack. Er fiel 1977 unter die Appellation d’Origine Contrôlée (AOC), was die Qualität dieser Käsesorte sicherstellte und die Produktionsbedingungen festlegte. Seit 12. Juni 1996 ist er mit der geschützten Ursprungsbezeichnung Bleu du Haut-Jura, de Gex, de Septmoncel eingetragen. Der Name wurde später vereinfacht zu Bleu de Gex oder Bleu de Septmoncel, die Käselaibe müssen die Bezeichnung Gex tragen.
Bleu de Gex ist ein Rohmilchkäse aus Kuhmilch und wird produziert im französischen Jura in der Region zwischen den Départements Ain und Jura. Die Kuhmilch stammt von den Rinderrassen Montbéliard oder französisches Simmental oder von Kreuzungen aus beiden Rassen. Die Schimmelkulturen sind Penicillium glaucum und Penicillium roqueforti. Die Käselaibe haben bei der Herstellung von Hand einen Durchmesser von 36 Zentimeter und zwischen 31 und 35 Zentimeter zum Zeitpunkt der Vermarktung mit einem Gewicht zwischen 6 und 9 kg, der Trockenmassegehalt muss mindestens 52 Gramm Fett je 100 Gramm Käse betragen. Sie reifen mindestens drei Wochen auf Fichtenbrettern in Kellern mit einer Luftfeuchtigkeit von 80 Prozent. Während der Reifung wird mit einer Spritze Luft in den Teig eingeführt, damit sich der Schimmel im Inneren des Käselaibs ausbreiten kann.
In seiner Herstellungsregion isst man den Käse gerne geschmolzen zu Salzkartoffeln. Dort wird er auch in Scheiben geschnitten langsam in einer Bratpfanne geschmolzen und als Brotaufstrich serviert.